# Pınarbaşı (district, Kayseri)
Pınarbaşı is een Turks district in de provincie Kayseri en telt 5.040 inwoners (2011). Het district heeft een oppervlakte van 3382,4 km². Hoofdplaats is Pınarbaşı.
De bevolkingsontwikkeling van het district is weergegeven in onderstaande tabel.
| 1997  | 2000  | 2007  | 2011  |
| ----- | ----- | ----- | ----- |
| 7.596 | 5.978 | 5.337 | 5.040 |